# Собака на сене (фильм, 1996)
Собака на сене (исп. El perro del hortelano) — испано-португальский фильм режиссёра Пилар Миро, вышедший на экраны 27 ноября 1996. Экранизация одноименной комедии Лопе де Веги, действие которой происходит в начале XVII века в Неаполе.

## Съёмки
Поскольку у испанских кинематографистов очень небольшой опыт экранизации отечественной классики, замысел Пилар Миро перенести на экран пьесу испанского Золотого века расценивался как довольно рискованный. Оригинальный текст пьесы был оставлен без изменений. На роль графини де Бельфлор была приглашена Эмма Суарес, Теодоро сыграл Кармело Гомес. Съемки проводились в Португалии в живописном дворце маркизов де Фронтейра, и дворцах Синтры и Келуш, в большей степени соответствующих представлениям об аристократической роскоши периода расцвета Испанской империи.
Из-за финансовых трудностей съемки, начавшиеся в 1995 году, пришлось прервать; за время простоя Миро успела снять свой последний фильм «Твое имя отравляет мои сны». Лишь после образования тремя компаниями-производителями «комитета спасения» во главе с Энрике Сересо, картину удалось закончить.
На премьере фильма присутствовали король с королевой. Картина была хорошо принята критиками, отметившими в числе достоинств игру актёров, яркость костюмов, и то, что удалось воспроизвести текст пьесы, «не изменив ни одной запятой».

## В ролях
- Эмма Суарес — Диана де Бельфлор
- Кармело Гомес — Теодоро
- Фернандо Конде — Тристан
- Ана Дуато — Марсела
- Мигель Рельян — Фабьо
- Хуан Геа — граф Федерико
- Анхель де Андрес Лопес — маркиз Рикардо
- Майте Бласко — Анарда
- Рафаэль Альфонсо — граф Лудовико
- Хосе Лифанте — Отавьо
- Бланка Портильо — Доротея

## Награды
Фильм имел большой успех на XI церемонии вручения премии «Гойя» в 1997 году, будучи представлен в 12 номинациях и получив 7 призов:
- За лучшую режиссуру
- За лучшую женскую роль
- За лучшую сценарную адаптацию
- За лучшую операторскую работу
- За лучшую работу художника
- За лучшие костюмы
- За лучший грим

Был номинирован на премии За лучший фильм (проиграл «Диссертации» Алехандро Аменабара), За лучшую мужскую роль, За лучшую оригинальную музыку, За лучший монтаж и За лучший звук.
Кармело Гомес получил приз ассоциации Círculo de Escritores Cinematográficos как лучший актер, а Рафаэль Перес Сьерра и Пилар Миро за лучшую сценарную адаптацию.
Кармело Гомес и Эмма Суарес также были награждены как лучшие актер и актриса премией Fotogramas de Plata, а картина выиграла приз как лучший фильм на кинофестивале в Мар-дель-Плата в 1996 году.